# Anania adiposalis
Anania adiposalis is een vlinder van de familie van de grasmotten (Crambidae). De wetenschappelijke naam van deze soort is voor het eerst voorgesteld als Pionea adiposalis door Paul Dognin in een publicatie uit 1912.
De soort komt voor in Colombia.